# フレディ・アルマンド・バレンシア
フレディ・アルマンド・バレンシア・バルガス（Freddy Armando Valencia Vargas、1982年-）はコロンビアのシリアルキラーである。バレンシアは8人から9人の女性を殺害したとみられたが、バレンシアは100人以上の女性を殺害したと自供した。バレンシアの供述によれば、彼は犠牲者を殺害する前に性的虐待をした。

## 犯行
バレンシアはコロンビアの首都ボゴタ南西部のケネディ地区に長年住んでいた。幼少期から暴力的な兆候を見せたため、彼は武道の専門学校に入れられた。バレンシアはラファエル・ウリベ地区教育機関で学士号を取得し、大学で工業工学を学んだ。その後、薬物の過剰摂取で家を出てホームレスになった。
バレンシアはボゴタ近郊のモンセラーテの丘に住み着き、東の丘に小さな家を建てた。バレンシアはボゴタのエル・ブロンクスやエル・カルトゥーチョと呼ばれる危険地帯に出入りした。そこでは麻薬の密売や人身売買が頻繁に行われており、バレンシアは女性の薬物中毒者に声をかけ、寝床や食事を提供すると言っては誘い出し、暴行して殺害していた。
バレンシアを知る人々によれば、彼はコカインやヘロインなど複数の違法薬物を常用していたが、服装を整え、落ち着いて行動していたという。
バレンシアは2012年から2014年にかけて少なくとも9人の女性を暴行し、絞殺した。バレンシアの自供によれば、犠牲者の遺体を埋めた後、掘り起こして屍姦をすることもあった。バレンシアは未成年者を含む100人以上を殺害したと供述した。
バレンシアは懲役36年を宣告され、ボゴタのラ・ピコタ刑務所で服役している。